# Озёра Литвы
Озёра Литвы — совокупность пресных водоёмов естественного (природного) и искусственного происхождения на территории Литвы. Все озёра занимают около 880 км², что составляет 1,37 % всей площади территории Литвы. 2830 озёр, площадь которых не больше 0,5 гектаров, с площадью поверхности от 0,05 до 0,5 гектаров — около 3150 озёр (общая площадь 530 гектаров), и около 1600 маленьких озёр. Также в Литве находится 340 искусственных водоёмов, площадь поверхности которых больше 5 гектаров.

## Самые большие озёра Литвы
| Название | Оригинальное название | Площадь (гектаров) | глубина (м) |
| -------- | --------------------- | ------------------ | ----------- |
| Друкшяй  | Drūkšiai              | 4479,0             | 33,3        |
| Диснай   | Dysnai                | 2439,4             | 6,0         |
| Дуся     | Dusia                 | 2334,2             | 31,7        |
| Сартай   | Sartai                | 1331,6             | 22,0        |
| Луодис   | Luodis                | 1320,0             | 16,5        |
| Метялис  | Metelys               | 1292,0             | 15,0        |
| Плателай | Platelių ežeras       | 1209,6             | 46,6        |
| Авилис   | Avilys                | 1209,0             | 13,5        |
| Рекивос  | Rėkyvos ežeras        | 1150,9             | 7,0         |
| Алаушас  | Alaušas               | 1054,0             | 42,0        |

4226,6 гектаров озера Друкшяй принадлежит Литве, остальная часть Беларуси.
Озеро Виштитис (17,83 км²) могло бы быть четвертым по площади среди озёр Литвы, но лишь небольшая часть (0,54 км²) находится в Литве остальная принадлежит России (Калининградская область).

## Самые глубокие озёра Литвы
- Таурагнас — 60,5 м
- Малкестайтис — 57 м
- Асвея — 50,2 м
- Галстас — 50,1 м
- Виштитис — 50 м
- Плателай — 46 м
- Бальтейи-Лакаяй — 45 м

- Гавис — 56 м

## Самые длинные озёра Литвы
- Асвея — 29,7 км
- Айсетас — 16,1 км
- Сартай — 14,8 км